# 저출산고령사회위원회
저출산고령사회위원회는 저출산과 고령사회정책에 관한 중요사항을 심의할 목적으로 저출산과 고령화 기본법 23조에 의해 설립된 대통령 자문위원회다. 대통령이 당연직 위원장으로 하며 부위원장은 장관급 상임위원은 차관급 대우다.